# 한국심리학회
한국심리학회(韓國心理學會, Korea Psychological Association)는 1946년에 설립된 대한민국의 학술 단체이다. 소재지는 서울특별시 성동구 뚝섬로 1길 25, 서울숲 한라에코밸리 906호에 위치하고 있다.

## 개요
본 회의 목적은 회원들에게 학술정보 교류와 친목의 장을 제공함으로써 심리학의 발전을 도모하고 심리학적 전문 지식과 응용기술을 사회에 보급하는 역할을 함으로써 공익에 기여하는 것이다.
한국심리학회는 산하에 15개분과가 있다.

## 역사
- 1946년 조선심리학회 결성
- 1948년 11월 27일 대한심리학회로 개칭
- 1953년 3월 30일 한국심리학회로 개칭
- 1961년 5.16 군사정변으로 인하여 해산
- 1963년 재발족

## 분과
- 제1분과 한국임상심리학회
- 제2분과 한국상담심리학회
- 제3분과 한국산업및조직심리학회
- 제4분과 한국사회및성격심리학회
- 제5분과 한국발달심리학회
- 제6분과 한국인지및생물심리학회
- 제7분과 한국문화및사회문제심리학회
- 제8분과 한국건강심리학회
- 제9분과 한국여성심리학회
- 제10분과 한국소비자광고심리학회
- 제11분과 한국학교심리학회
- 제12분과 한국법심리학회
- 제13분과 한국중독심리학회
- 제14분과 한국코칭심리학회
- 제15분과 한국심리측정평가학회

## 회원
정회원과 준회원등이 있으며 각각의 자격과 권리는 모 학회인 한국심리학회와 분과인 산하 학회간의 회칙을 참고할 수 있다.

## 비전
한국심리학회의  비전 제시는
'심리학을 기반으로 삶의 질 증진과 성숙한 사회 발전에 기여'
이다.

## 교통편
- 한국철도공사 분당선 서울숲역

## 같이 보기
- 심리학
- 미국심리학회